# Трубецкой, Георгий Иванович
Князь Гео́ргий (Юрий) Ива́нович Трубецко́й (5 ноября 1866, Париж — 27 декабря 1926, Версаль) — военачальник Русской императорской армии, генерал-лейтенант, командир Собственного Е. И. В. Конвоя. Внук барона Е. Ф. Мейендорфа.

## Биография
Сын князя Ивана Юрьевича Трубецкого (1841—1915) от брака с баронессой Ольгой Егоровной Мейендорф (1841—1902). Крестник императора Александра II, князя Н. И. Трубецкого и княгини С. А. Радзивилл.
- 1888 — окончил Пажеский корпус, выпущен корнетом в лейб-гвардии Конный полк.
- 9 августа 1892 — поручик.
- 16 декабря 1896 — штабс-ротмистр.
- 9 августа 1900 — ротмистр.
- 1902 — флигель-адъютант.
- 6 апреля 1903 — полковник.
- 1904-1905 — участвовал в русско-японской войне, был прикомандирован к 7-му Сибирскому казачьему полку.
- 12 апреля 1904 — состоял в распоряжении Главнокомандующего на Дальнем Востоке.
- 10 апреля 1906 — командир Собственного Его Величества Конвоя.
- 31 мая 1907 — генерал-майор за отличие с зачислением в Свиту Его Величества.
- 31 мая 1913 — генерал-лейтенант.
- 1 января 1914  — помощник командующего Императорской Главной квартирой.
- 18 октября 1914 — командующий (впоследствии начальник) 2-й кавалерийской дивизии.
- 1917 — командир особого конного отряда.
- Июнь 1918 — арестован большевиками, но освобожден.

Эмигрировал во Францию. Умер в Версале. Погребен 30 декабря 1926 года на кладбище Батиньоль в Париже.

## Семья
Жена — княжна Мария Александровна Долгорукова (1869—1949), дочь обер-гофмаршала А. С. Долгорукова, дети:
- Ольга (16.04.1890 - 11.09.1966), замужем (с 12.4.1928) за Николаем Леонидовичем Милорадовичем (21.1.1889 — 01.12.1954).
- Мария (1894 — 31.08.1990), замужем за графом Петром Андреевичем Бобринским (6.12.1893 — 23.08.1962).

## Награды
Почетный казак станиц Кокчетавская и Пресновская Сибирского казачьего войска.
с мечами

 с мечами
 с мечами и бантом
 с мечами